# Acontia miegii
Acontia miegii là một loài bướm đêm trong họ Noctuidae.